# Rogi André
Rogi André (Budapest, 1900. augusztus 10. – Párizs, 1970. április 11.; születési neve Klein Józsa Rózsa, eredetileg használt neve Klein Rózsi) magyar származású francia fotóművész. A 20. század első felében Párizs kiemelkedő művészeiről és értelmiségijeiről készített portréiról volt ismert. A Rogi André művésznevet keresztneve franciásított változatából és szerelme, André Kertész nevéből alakította ki. Sajátos stílust alakított ki a portréfotózásban, gyakran természetes, intim környezetben örökítette meg témáit, ugyanakkor hangsúlyozottan nem pillanatfelvételt készített, műveit megkomponálta úgy, hogy alanyai tudatában voltak annak, hogy művészi felvétel tárgyai lesznek. Kapcsolatban állt kora avantgárd művészeti köreivel, és olyan neves személyiségeket fényképezett, mint Henri Matisse, André Derain és Jean Cocteau. André rövid ideig házasságban élt a André Kertész szürrealista fotóművésszel, de saját művészi identitását az ő befolyásától függetlenül alakította ki.

## Élete és munkássága
Zsidó származású orvos lányaként született Budapesten. Súlyos gerincferdülésben szenvedett, ezért apja acélfűzőt írt elő számára, ami korlátozta mozgását. Apja képzőművészetek és zene tanulását javasolta számára és ő mindkettőben jelentős eredményeket érte el. Elvégezte a Képzőművészeti Főiskolát, ahol festőnek tanult.
Vonzotta Párizs művészeti világa, ezért 1925-ben ott telepedett le sok más emigráns magyar művészhez, illetve a Horthy-rendszer elől menekülő politikusokhoz, értelmiségiekhez hasonlóan. Megismerkedett  Brassaival Beöthy István szobrásszal és André Kertesszel, utóbbival egymásba szerettek és 1928-ban összeházasodtak. Mellette fedezte fel a fényképészet médiumát. Aktjaival gyorsan sikeressé vált. A pár 1932-ben elvált, de Rogi André folytatta fotográfus pályafutását. Aktfotói közül 1936-ban néhány megjelent az Arts et Métiers Graphiques című folyóiratban.
1930-tól húsz éven át kitartóan fotózta a párizsi művészvilág nagyjait, alig akadt olyan neves festőművész, alkotó, akiről nem készített volna portrét. Alanyai között szerepelt Joan Miró, Pablo Picasso, Henri Matisse, Paul Éluard költő, Marcel Duchamp festő, szobrász, Peggy Guggenheim műgyűjtő, Jean Cocteau író, Igor Stravinsky zeneszerző, Luis Buñuel filmrendező, Juliette Gréco énekesnő, Ravi Shankar szitárművész és sokan mások. Magyar alanyai között volt Szenes Árpád absztrakt festő és az emigrációba kényszerült Károlyi Mihály korábbi köztársasági elnök is.
1941-re André már jelentős sikereket ért el, de a második világháború alatt zsidó származása miatt kénytelen volt illegalitásba vonulni. 
Képeit gondosan megkomponálta; állványos Voigtländer kamerával dolgozott üveglemezre, hosszú expozíciós idővel, ami akkoriban már elavult módszernek számított. Ő azonban szerette, ha modelljei tudatában vannak az alkotói folyamatnak; a pillanatfelvételeket nem kedvelte. Képein modelljei nyugodtan összpontosítanak; a portré sok esetben kiemeli egy meghatározó személyiségjegyüket, mint amilyen Marcel Duchamp intellektuális felsőbbrendűsége, Piet Mondrian művészi radikalizmusa vagy Balthus természetes eleganciája. André retusálta is a negatívokat: részleteket távolított el és tett hozzá a sötétkamrában, hogy különleges hatásokat érjen el, mint Picasso egyik portréján, amelyen a művész pupillái szuggesztíven ragyognak. Képeit Nadaréihoz, a nagy 19. századi fotográfuséihoz is hasonlították.
Rogi André a szürrealista fotográfia történetében is jelentőset alkotott. 1937-ben André Bréton olyan fotográfusok mellett szerepeltette  Amour fou című kötetében, mint Dora Maar – akiről zseniálisan megkomponált portrét is készített –, Brassaï, Henri Cartier-Bresson és Man Ray.
Képeinek alanyai is nagyra becsülték munkáját. A híres francia írónő Colette 74 éves korában (1947-ben) elkészült portréját így dedikálta: „Rogi Andrénak, akinek köszönhetem, hogy még mindig úgy nézek ki, mint egy nő.”
1950-túl újra elkezdett foglalkozni a festészettel is. 1961-ben részt vett egy nemzetközi portréfotó-kiállításon a Francia Nemzeti Könyvtár Galeries Mazarine et Mansart galériájában. 1962-ben André Lhote festő akadémiáján tanult, közben folytatta fényképész munkáit is. Szerény körülmények között élt, egy barátja segített képeinek ingyen kidolgozásával a laboratóriumában.
1970-ben szegényen és elfelejtetten halt meg Párizsban. Szerény hagyatékából aukciót rendeztek, ezen vásárolta meg munkáinak nagy részét Jean-Claude Lemagny, a Francia Nemzeti Könyvtár fotógyűjteményének vezetője.

## Kiállítása Magyarországon
2025 július-augusztusában Budapesten Több fényt, több árnyékot. Rogi André (1900–1970) címmel a Francia Nemzeti Könyvtár kiállítást rendezett munkáiból a Magyar Fotográfusok Háza – Mai Manó Ház termeiben.
Az ő alkotásai mellett a kiállítás anyagát gazdagította André Kertész 1928-ban készített portréja Rogi Andréról, valamint az őt ismerők visszaemlékezései és fotói.

## Munkáiból
- Rogi, André & Beslon, Renée (1981), Rogi André : portraits, Éditions du Regard, <https://trove.nla.gov.au/work/25506517>